# Xã Willow Branch, Quận Piatt, Illinois
Xã Willow Branch (tiếng Anh: Willow Branch Township) là một xã thuộc quận Piatt, tiểu bang Illinois, Hoa Kỳ. Năm 2010, dân số của xã này là 839 người.